# ريوتا نوما
ريوتا نوما (15 نوفمبر 1991 بفوناباشي في اليابان - ) هو لاعب كرة قدم ياباني في مركز الوسط.

## وصلات خارجية
- ريوتا نوما على موقع الاتحاد الأوربي (الإنجليزية)
- ريوتا نوما على موقع قاعدة بيانات كرة القدم.إي يو (الإنجليزية)
- ريوتا نوما على موقع بيانات كرة القدم. دي إي (الألمانية)
- ريوتا نوما على موقع Soccerbase.com (لاعب) (الإنجليزية)
- ريوتا نوما على موقع Soccerway.com (الإنجليزية)
- ريوتا نوما على موقع عالم كرة القدم.نت (الإنجليزية)